# Psammotettix beirnei
Psammotettix beirnei är en insektsart som beskrevs av Greene 1971. Psammotettix beirnei ingår i släktet Psammotettix och familjen dvärgstritar. Inga underarter finns listade i Catalogue of Life.